# Huai od Chua
Kralj Huai od Chua (楚懷王 ili 楚怀王; Chǔ Huái Wáng) bio je rani kineski vladar. Rođen je kao Xiong Huai (熊槐). Bio je iz kuće Mi (羋).
Bio je sin kralja Weija od Chua, kojeg je naslijedio 328. prije Krista.
299. godine prije nove ere Huai je zarobljen od kralja Zhaoa od Qina te je u zatočeništvu i umro 296.
299. prije nove ere Huaija je naslijedio sin, kralj Qingxiang od Chua.
Huaijevi su unuci bili kralj Kaolie od Chua i car Yì od Chua, koji je bio „car Kine“.